# Whitby (North Yorkshire)
Whitby – miasto i civil parish w północno-wschodniej Anglii, w hrabstwie North Yorkshire, w dystrykcie (unitary authority) North Yorkshire. Leży nad ujściem rzeki Esk do Morza Północnego, otoczone przez park narodowy North York Moors, w odległości 76,6 km od miasta York i 333 km od Londynu. W 2011 roku civil parish liczyła 13 213 mieszkańców. Whitby jest wspomniana w Domesday Book (1086) jako Witebi.
W Whitby znajdują się ruiny klasztoru, gdzie w  664 r. odbył się synod w Whitby.

## Miasta partnerskie
- Anchorage, USA
- Porirua, Nowa Zelandia
- Whitby, Kanada
- Nukuʻalofa, Tonga
- hrabstwo Kauaʻi, Hawaje, USA